# 浙西三李
浙西三李，指清朝中期活跃在浙江的三位李姓文学家。
“三李”指清朝文学家李绳远、李良年（原名李法远）、李符（原名李符远）。他们是兄弟三人，同为浙江省秀水（今属嘉兴市）人。
“浙西”的定义以钱塘江为界，以西称“浙西”，以东称“浙东”。故杭州、嘉兴属浙西，绍兴、宁波、温州属浙东。
“三李”早年求学于同乡文学家朱彝尊。后又受曹溶多番提携。“三李”均擅长作诗，李良年、李符又兼工词。“三李”与朱彝尊、沈皞日、沈岸登、龚翔麟合称“浙西六家”。